# Claes Melander
Claes Melander, född 5 december 1724 i Vimmerby socken, död 22 april 1791, var en svensk präst och lektor i Linköping. 

## Biografi
Melander föddes 5 december 1724 i Vimmerby socken. Han var son till rektorn i Norrköping. Efter att Melander hade studerat i Norrköping och Linköping blev han 29 april 1745 student vid Uppsala universitet. 17 november 1754 blev han filosofie kandidat. 16 juni 1755 blev Melander filosofie magister. Han blev konsistorieamanuens i Linköping den 8 november 1758. Han var även 1764 gymnasieadjunkt. Melander utnämndes till rektor i Norrköping 30 maj 1768, men tillträdde aldrig tjänsten. Samma år 26 juli prästvigdes Melander. 1769 blev han vice lektor i matematik och 19 januari 1771 blev han ordinarie lektor i matematik. 5 april 1780 blev han kontraktsprost i Göstrings kontrakt och 27 februari 1782 kyrkoherde i Slaka församling. 5 februari blev han andre teologie lektor. Melander avled 22 april 1791 och begravdes 29 april samma år.

### Familj
Melander gifte sig 22 september 1768 med Brita Emerentia Lithzenius (1746-1776). Hon var dotter till kyrkoherden i Vinnerstads socken. De fick tillsammans barnen Petrus (1769-1776), Margareta och Isräl (1773-1853).